# Bogdan Ionescu
Bogdan Ionescu (n. 16 august 1949) este un fost deputat român în legislatura 1996-2000, ales în județul Dolj pe listele partidului PNȚCD dar din februarie 2000 a devenit deputat independent. Bogdan Ionescu a fost președintele grupului parlamentar de prietenie cu Mongolia. 